# 뷔르클리 광장
뷔르클리 광장(독일어: Bürkliplatz 뷔르클리플라츠[*])은 스위스 취리히에 있는 광장이다. 이 광장은 아놀드 뷔르클리의 이름을 따서 명명되었으며, 1881년과 1887년 사이에 건설된 도로와 대중교통 및 호숫가 산책로의 분기점 중 하나이다. 반호프 거리와 프라우뮌스터 거리 사이의 나무 그늘이 있는 광장을 시청공원(Stadthausanlage)이라고 한다.

## 지리
뷔르클리 광장은 취리히 호수 근처의 유서 깊은 알펜콰이 지역에 위치해 있다. 호숫가 산책로 또는 콰이안라겐(Quaianlagen)으로 알려진 호수의 유출구에서 리마트강을 건너는 콰이 다리(Quaibrücke)의 바로 서쪽에 있다. 뷔르클리 광장은 귀장 장군 콰이(General-Guisan-Quai)와 콰이 다리 사이에 같은 이름의 트램 정류장이 있는 유일한 광장이다. 서쪽의 반호프슈트라세와 동쪽의 프라우뮌스터슈트라세, 남쪽의 뷔르클리라츠 사이의 나무 그늘진 광장을 시청공원(Stadthausanlage)이라고 한다.

## 교통
광장은 취리히 트램 시스템의 분기점 중 하나이며 2, 5, 8, 9, 11번 노선과 린덴호프와 엥게 구역 경계에 지역 버스 노선 161번과 165번이 지나간다. 취리히호 해운(ZSG)에는 라퍼스빌로 가는 항로의 종점이 있으며, 취리히호른으로 향하는 리마트강 투어 보트 정류장도 있다.

## 볼거리
호숫가 공원(Seeuferanlage)과 인접한 우토 및 기상 장군 부두 외에 볼리에르(Voliere Zürich)가 있는 새장과 동물병원이 있는 취리히 수목원 근처에 소위 새들의 성지 조류보호센터(Vogelpflestation)가 있다.
다른 관심 장소 중에는 샨첸그라벤 해자의 유출구에 있는 꽃시계, 뷔르클리 테라스 동쪽에서 물새가 먹이를 찾는 코너, 가이저 기념 분수가 있다.

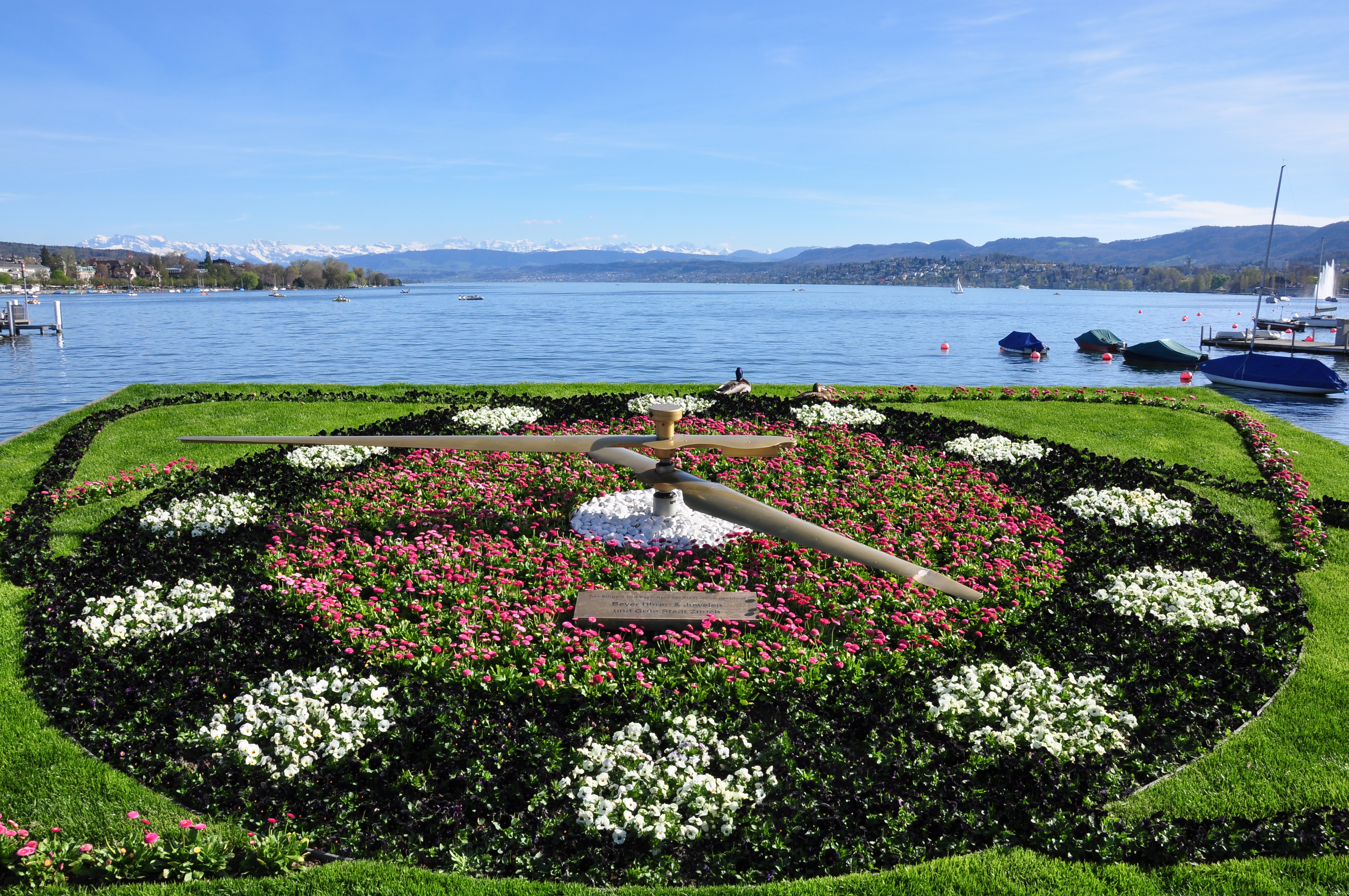
꽃 시계
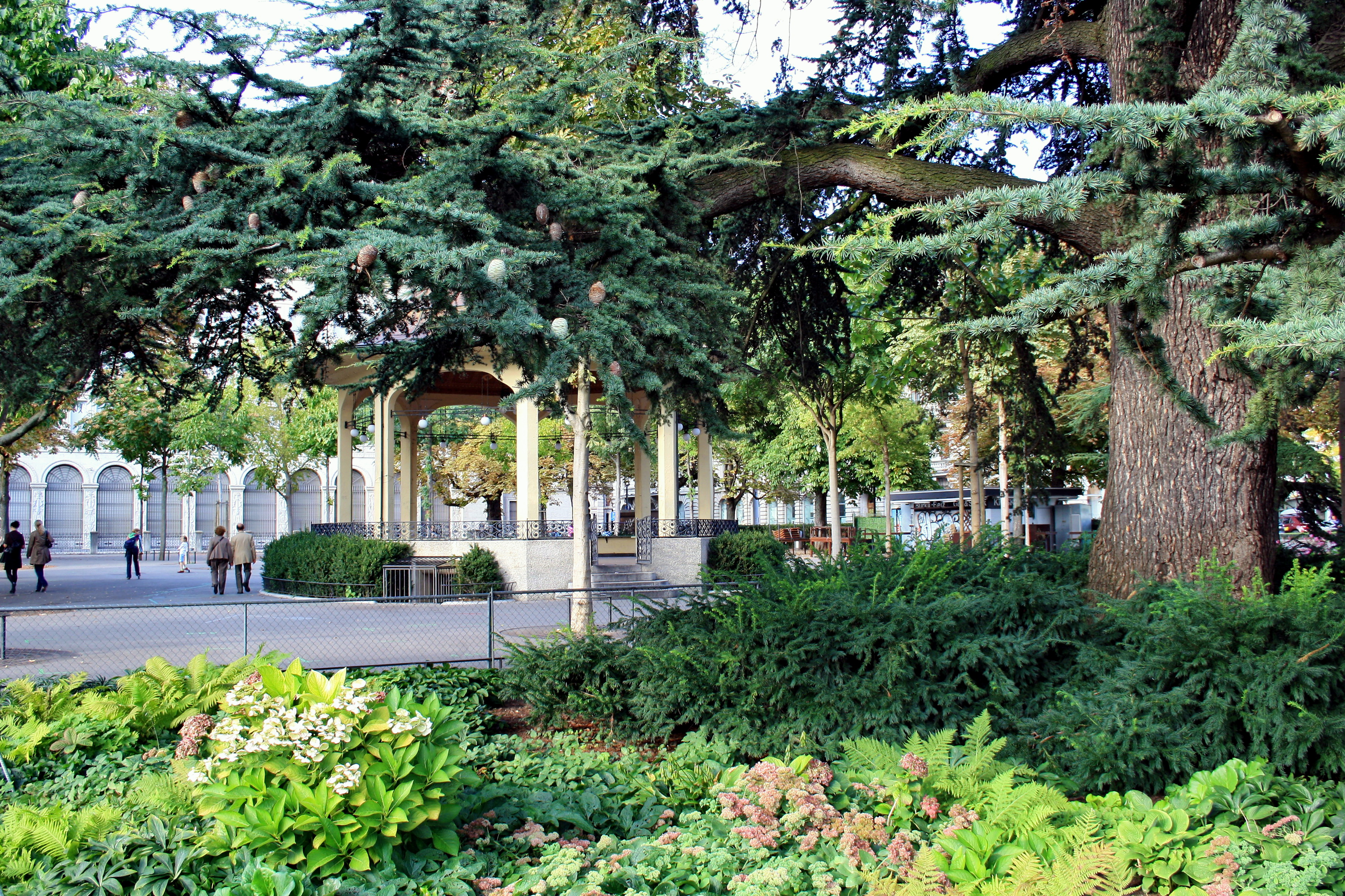
레바논시다 나무
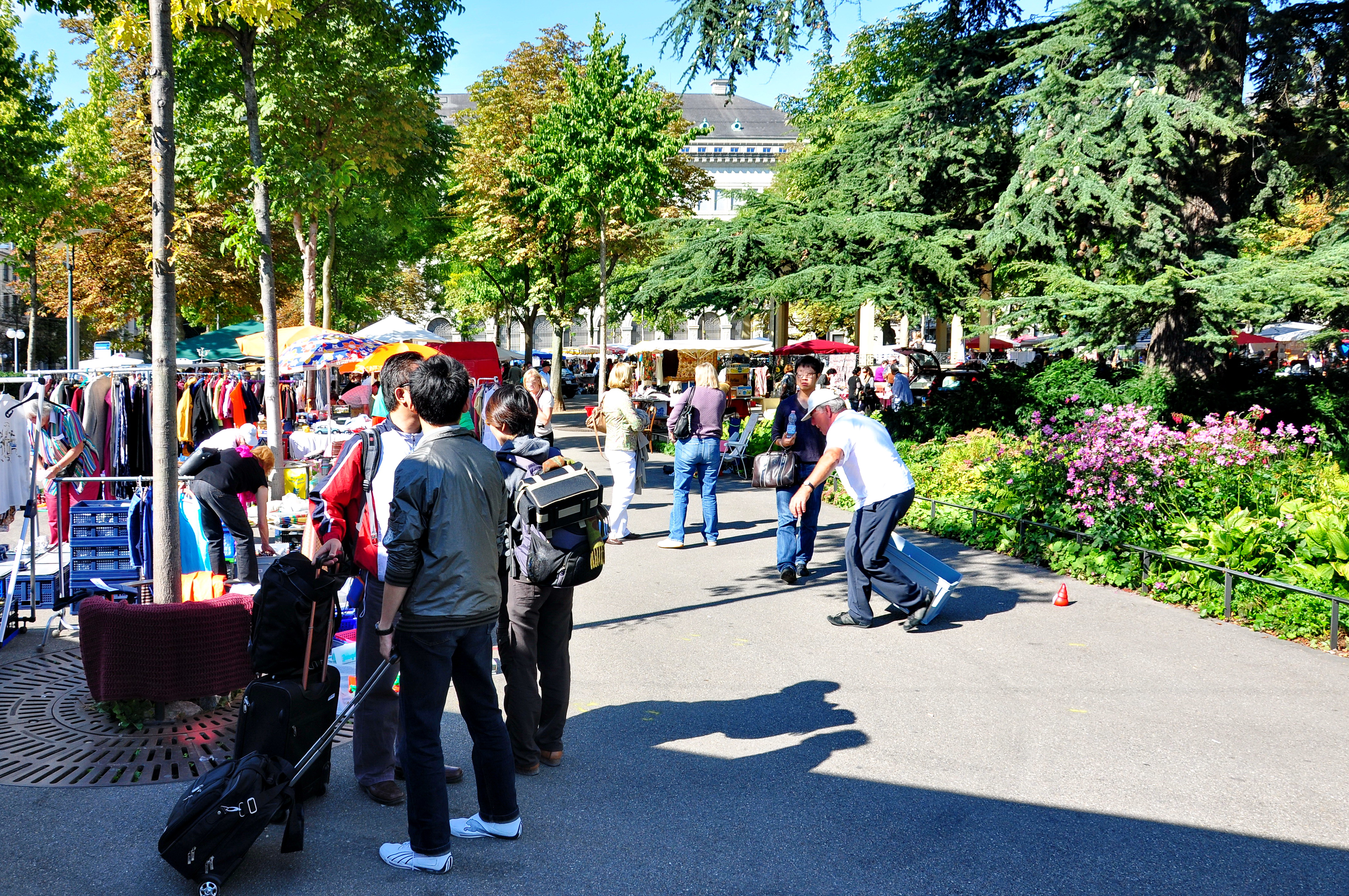
벼룩시장
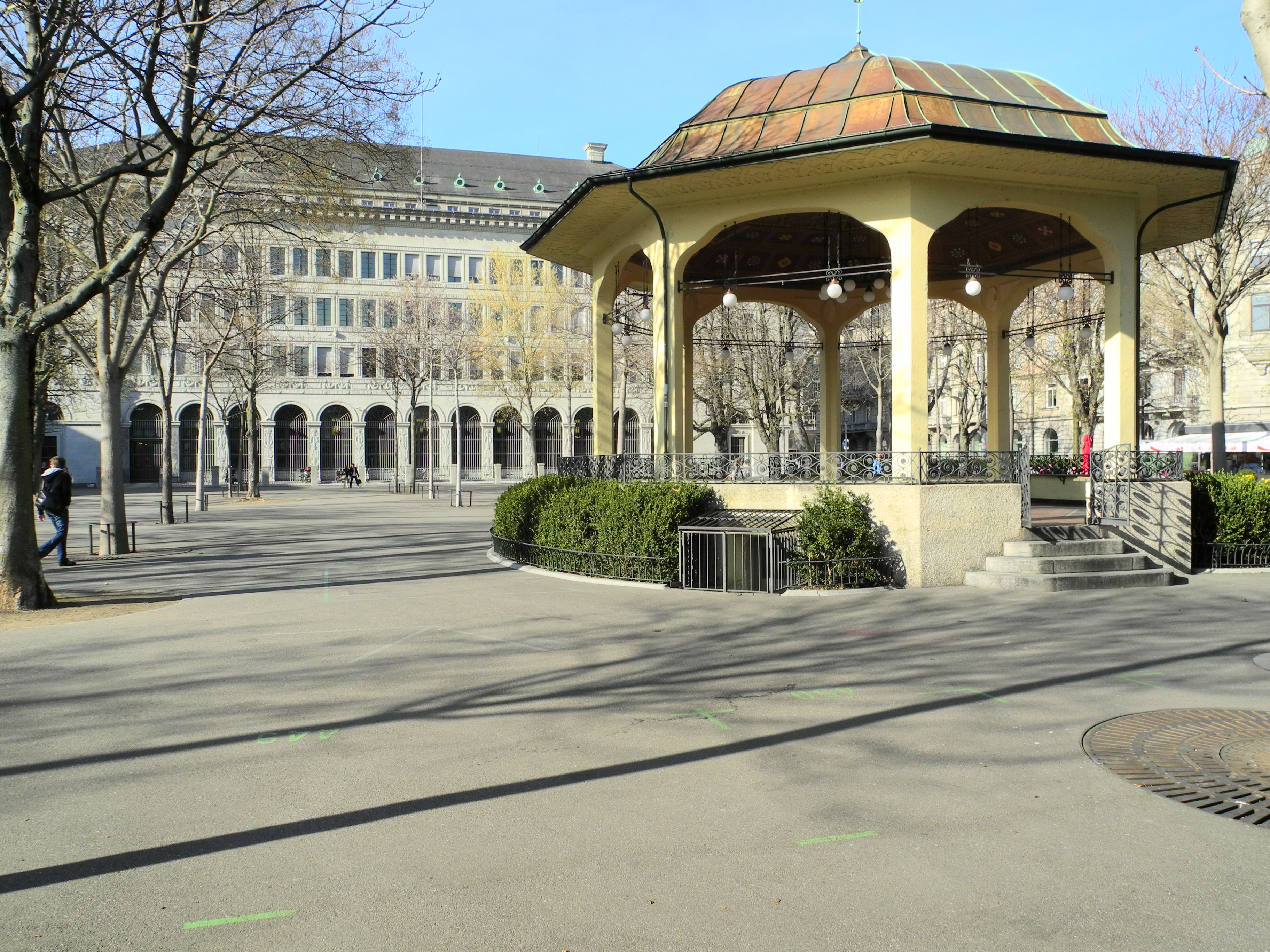
소음악당과 SNB 건물

금요일에는 가장 잘 알려진 시장 중 하나가 그곳에서 열리며 토요일에는 벼룩시장이 열린다. 또한 키오스크와 역사적인 소음악당(Musikpavillon)이 있으며, 이곳에서는 여전히 공개 콘서트가 열리며, 스위스 국립 은행 건물, 슈타트하우스콰이의 바우첸클리 섬 등이 있다.

## 가이저 분수

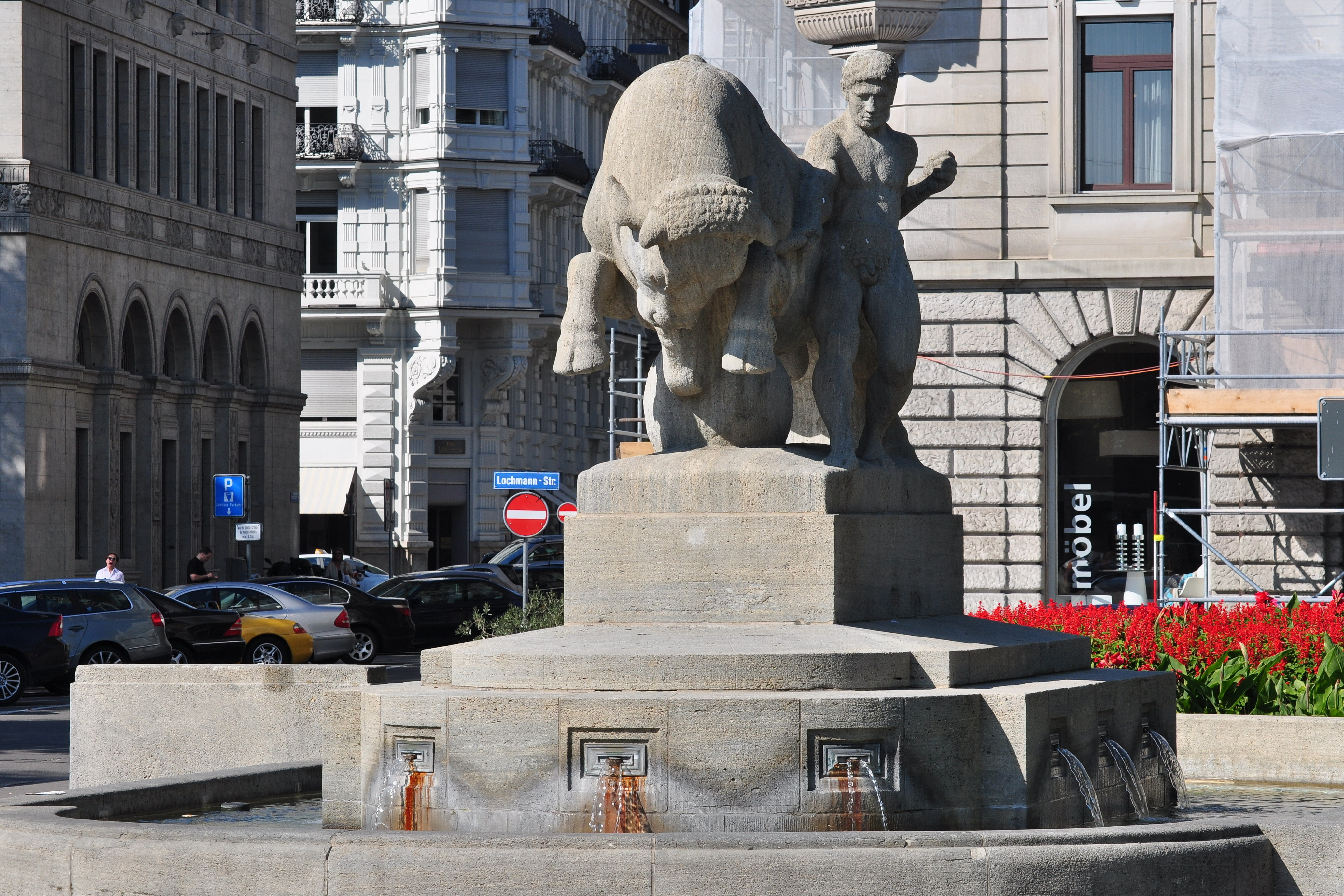
가이저 분수

기념비적인 가이저 분수대(Geiserbrunnen)는 전직 도시 건축가인 아놀드 가이저(1844-1909)의 이름을 따서 지어졌다. 아놀드 가이저는 40,000 스위스 프랑의 유산으로 “도시를 아름답게 하는 기념비적인 분수대” 건립에 자금을 지원했다. 시 정부에서 개최한 미술 대회를 계기로 야콥 브륄만은 전쟁 기념관과 같은 황소떼 분수(가이저브루넨으로 더 잘 알려져 있음)를 조각했으며, 1911년 10월 20일에 개관했다.

## 뷔르클리 테라스

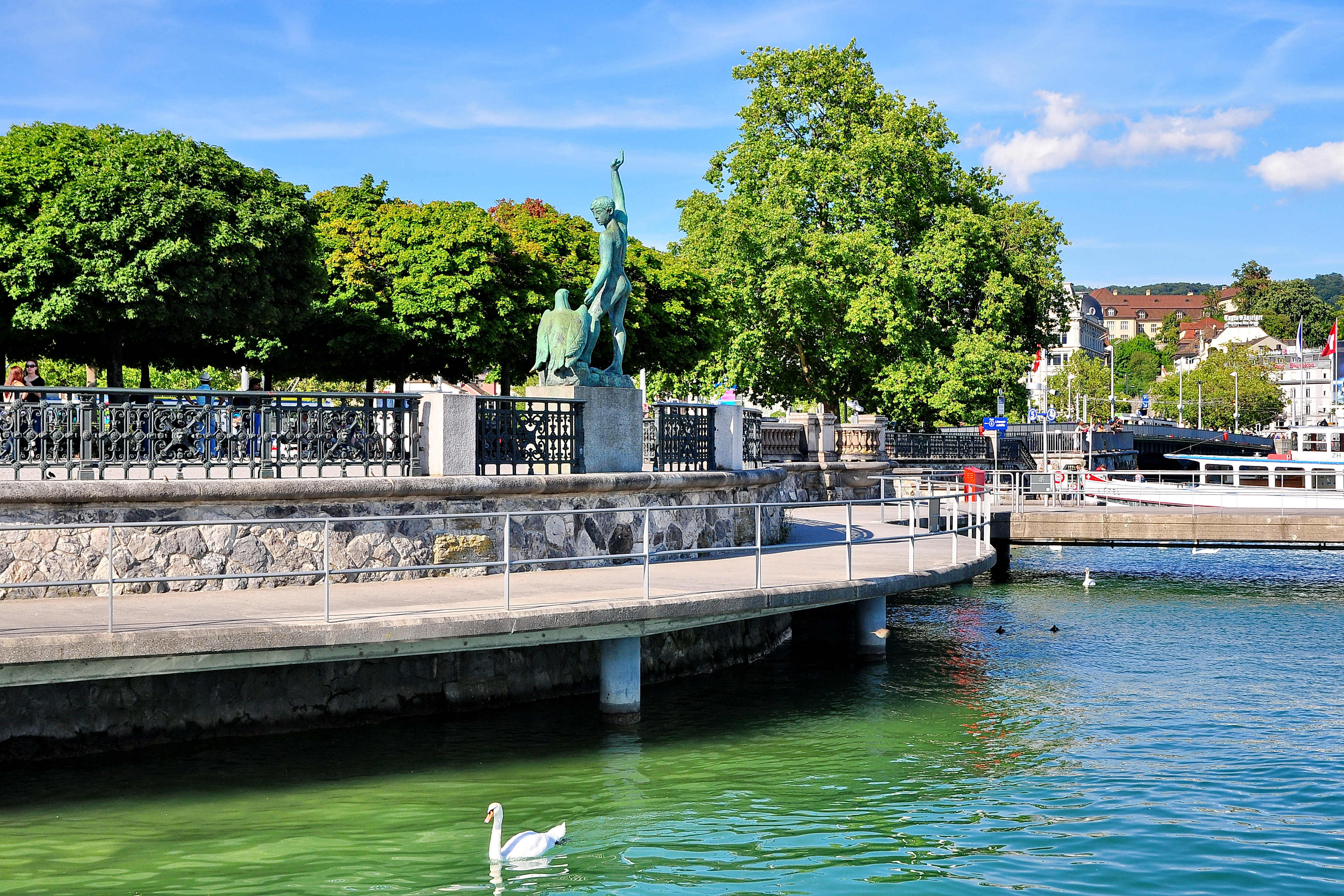
뷔르클리 테라스

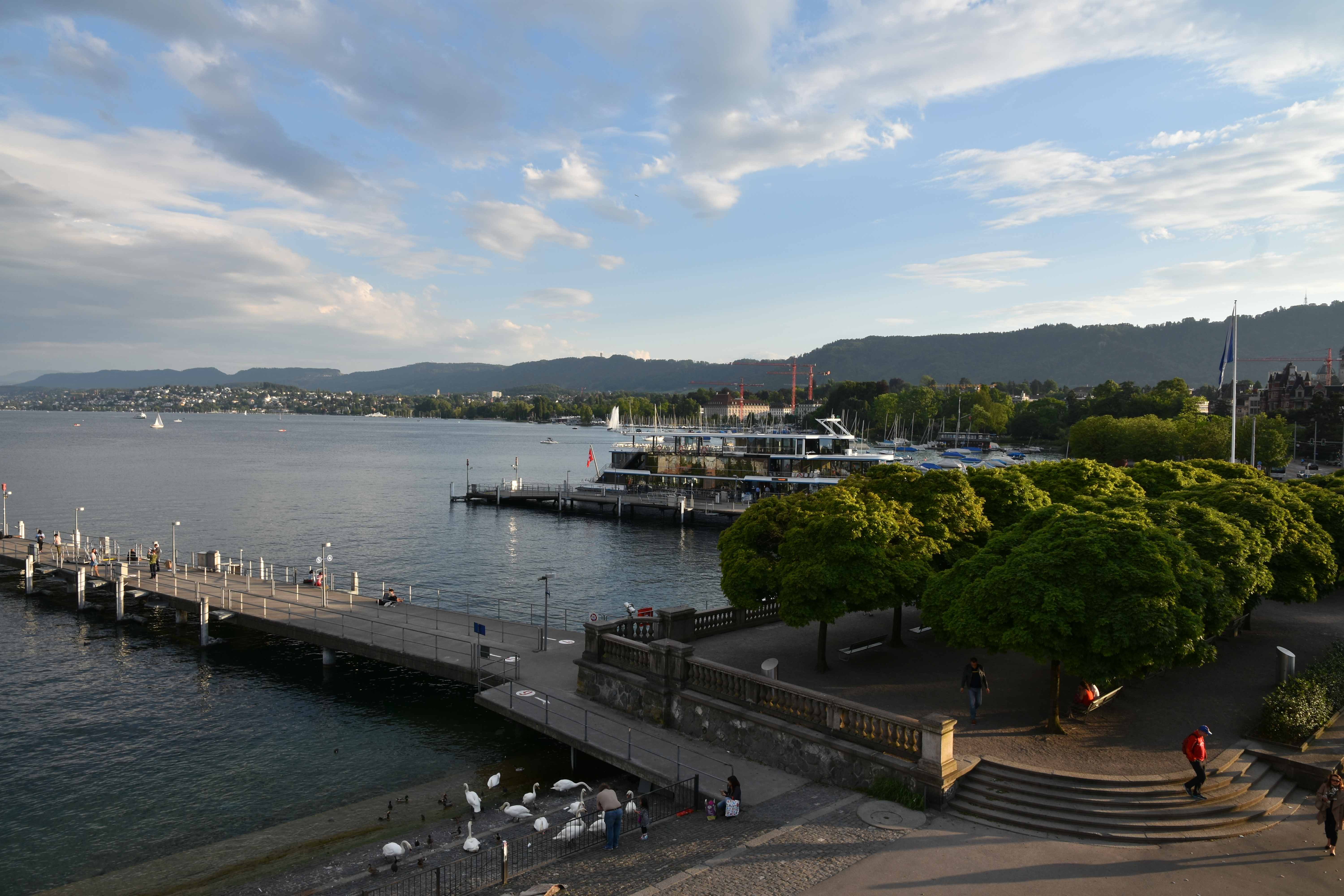
전경은 뷔르클리 테라스, 배경은 치머베르크와 알비스-펠젠엑

아놀드 뷔르클리의 이름을 따서 명명된 뷔르클리 테라스(Bürkliterrasse)는 호숫가에 있다. 반호프 거리와 호숫가 산책로의 절정으로 설계되었다. 1887년 개장 당시 테라스는 우르스 에겐슈빌러가 만든 두 마리의 거대한 석고 사자로 장식되었다. 그러나 그들은 시민들에게 거의 호의를 얻지 못했고 2년 후에 치워졌다. 1952년부터 헤르만 후바허의 조각품이 나무를 장식하여, 올림푸스로부터의 납치, 독수리 모양의 제우스, 그리고 그의 아름다운 연인 가니메데를 보여준다. 원래의 느릅나무는 병에 걸려 단풍나무로 대체되었다. 뷔르클리 테라스는 보호 대상 정원 및 공공시설 목록으로 1989년에 설립된 주목할만한 정원 및 지역적으로 중요한 근거 목록에 등재되어 있다. (공동으로 중요하고 보호할 가치가 있는 정원과 공원의 목록)

## 슈타트하우스잔라게
반호프 거리의 상단은 오늘날 시장 행사를 위한 가장 인기 있는 장소이다. 이 인기 있고 다소 작은 도시 시설은 반호프 거리와 부두 산책로가 건설될 당시 중요해졌고, 취리히 부르주아 계급의 우아한 만남의 장소가 되었다. 여전히 존재하는 소음악당(Musikpavillon)은 1908년 로버트 마일라르트(Robert Maillard)에 의해 지어졌으며 우수한 음향을 가지고 있다. 부지의 사용 증가와 나무의 노후화로 인해 시 정부는 이 중요한 시장과 장소를 나무가 늘어선 단일 광장으로 재설계한다는 아이디어에 기반한 새로운 디자인 개념을 내어놓아야 했다. 1900년대에 심어진 레바논시다 나무는 그 시대에 남아 있는 몇 안 되는 나무 중 하나이다.

## 같이 보기
- 아르놀트 뷔르클리